# وولاکامب
وولاکامب (به انگلیسی: Woolacombe) یک منطقهٔ مسکونی در بریتانیا است که در Mortehoe واقع شده‌است.